# Migas cantuarius
Migas cantuarius är en spindelart som beskrevs av Wilton 1968. Migas cantuarius ingår i släktet Migas och familjen Migidae. Inga underarter finns listade i Catalogue of Life.